# Lescheraines
Lescheraines é uma comuna francesa na região administrativa de Auvérnia-Ródano-Alpes, no departamento de Saboia. Estende-se por uma área de 8,17 km². Em 2010 a comuna tinha 790 habitantes (densidade: 96,7 hab./km²).